# Municipio Teopisca
Koordinaten: 16° 33′ N, 92° 30′ W
Teopisca ist ein Municipio im Zentrum des mexikanischen Bundesstaates Chiapas. Das Municipio hat etwa 38.000 Einwohner und eine Fläche von 284,4 km². Verwaltungssitz und größter Ort des Municipios ist das gleichnamige Teopisca.

## Geographie
Das Municipio Teopisca liegt zentral im mexikanischen Bundesstaat Chiapas auf Höhen zwischen 800 m und 2700 m. Es zählt zur Gänze zur physiographischen Provinz der Sierra Madre de Chiapas und liegt gänzlich in der hydrologischen Region Grijalva-Usumacinta. Die Geologie des Municipios wird zu 78 % von Kalkstein bestimmt bei 13 % Tuff; vorherrschende Bodentypen sind der Luvisol (47 %), Alisol (26 %) und Leptosol (19 %). Etwa 68 % der Gemeindefläche sind bewaldet, 19 % dienen dem Ackerbau, 11 % werden von Weideland eingenommen.
Das Municipio Teopisca grenzt an die Municipios Amatenango del Valle, Huixtán, San Cristóbal de las Casas, Totolapa und Venustiano Carranza.

## Bevölkerung
Beim Zensus 2010 wurden im Municipio 37.607 Menschen in 7.915 Wohneinheiten gezählt. Davon wurden 7.772 Personen als Sprecher einer indigenen Sprache registriert, darunter 3.861 Sprecher des Zoque und 3.292 Sprecher des Tzotzil. Gut 30 Prozent der Bevölkerung waren Analphabeten. 12.131 Einwohner wurden als Erwerbspersonen registriert, wovon 82 % Männer bzw. 2,3 % arbeitslos waren. Knapp 48 % der Bevölkerung lebten in extremer Armut.

## Orte
Das Municipio Teopisca umfasst 100 bewohnte localidades, von denen nur der Hauptort vom INEGI als urban klassifiziert ist. Drei Orte wiesen beim Zensus 2010 eine Einwohnerzahl von über 1000 auf, 50 Orte hatten weniger als 100 Einwohner. Die größten Orte sind:
| Ort          | Einwohner |
| Teopisca     | 16.240    |
| Nuevo León   | 02.782    |
| Betania      | 02.274    |
| Vistahermosa | 00.767    |